# Orthosia extincta
Orthosia extincta là một loài bướm đêm trong họ Noctuidae.